# Сенной базар (Казань)
Сенной базар (тат. Печән базары, в советское время площадь Парижской коммуны) — торговый, общественный и культурный центр в Старо-Татарской слободе Казани в XVIII в. — начале 1930-х гг.

## История
Представлял собой восточный базар с характерным набором строений. Неоднократно упоминался в произведениях классика татарской литературы Габдуллы Тукая и других дореволюционных татарских писателей.
Базарная Сенная площадь имела форму вытянутого прямоугольника, застроенного по периметру доходными домами, гостиничными номерами, торговыми лавками и банями. Композиционным центром Сенного базара и площади являлась Сенная мечеть (ныне мечеть Нурулла). В застройке базара и площади выделялись также здания номеров «Амур», «Булгар», Апанаевского подворья и др.

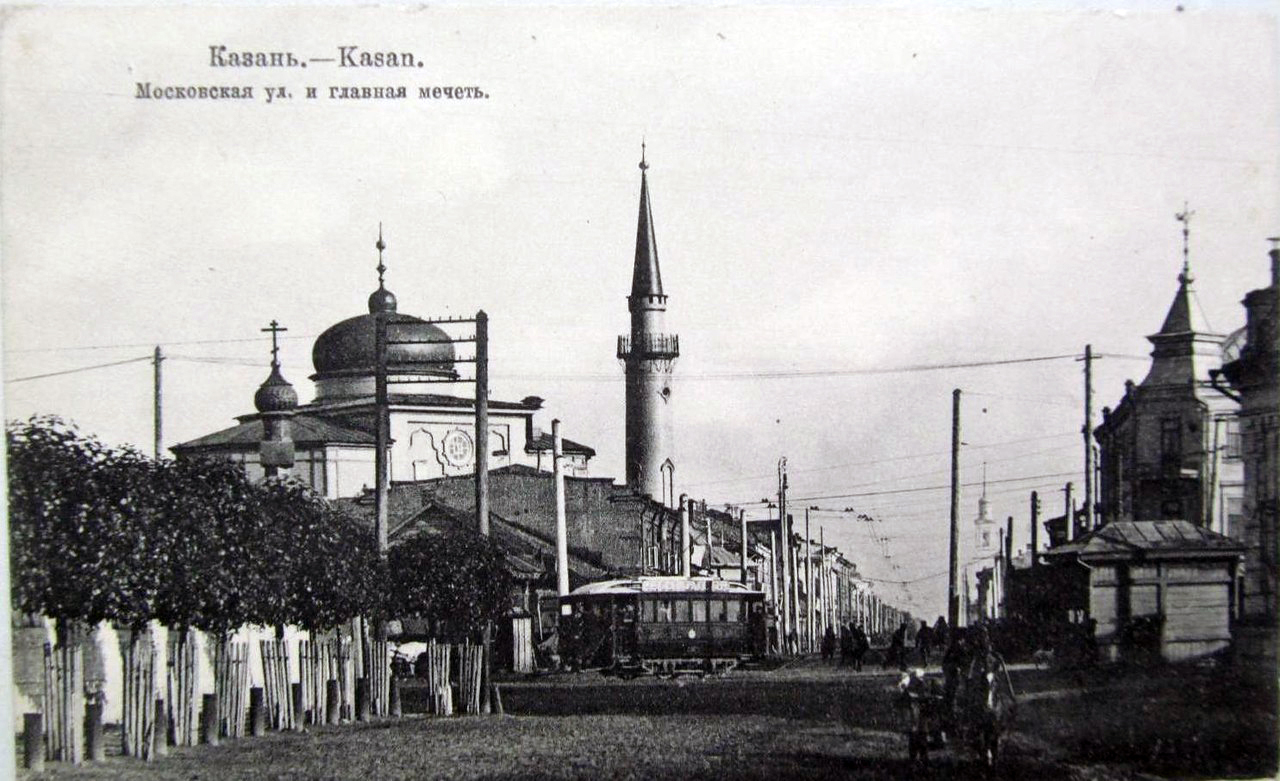
Улица Московская в районе Сенного базара и площади (с Сенной мечетью и трамваем) в начале XX века

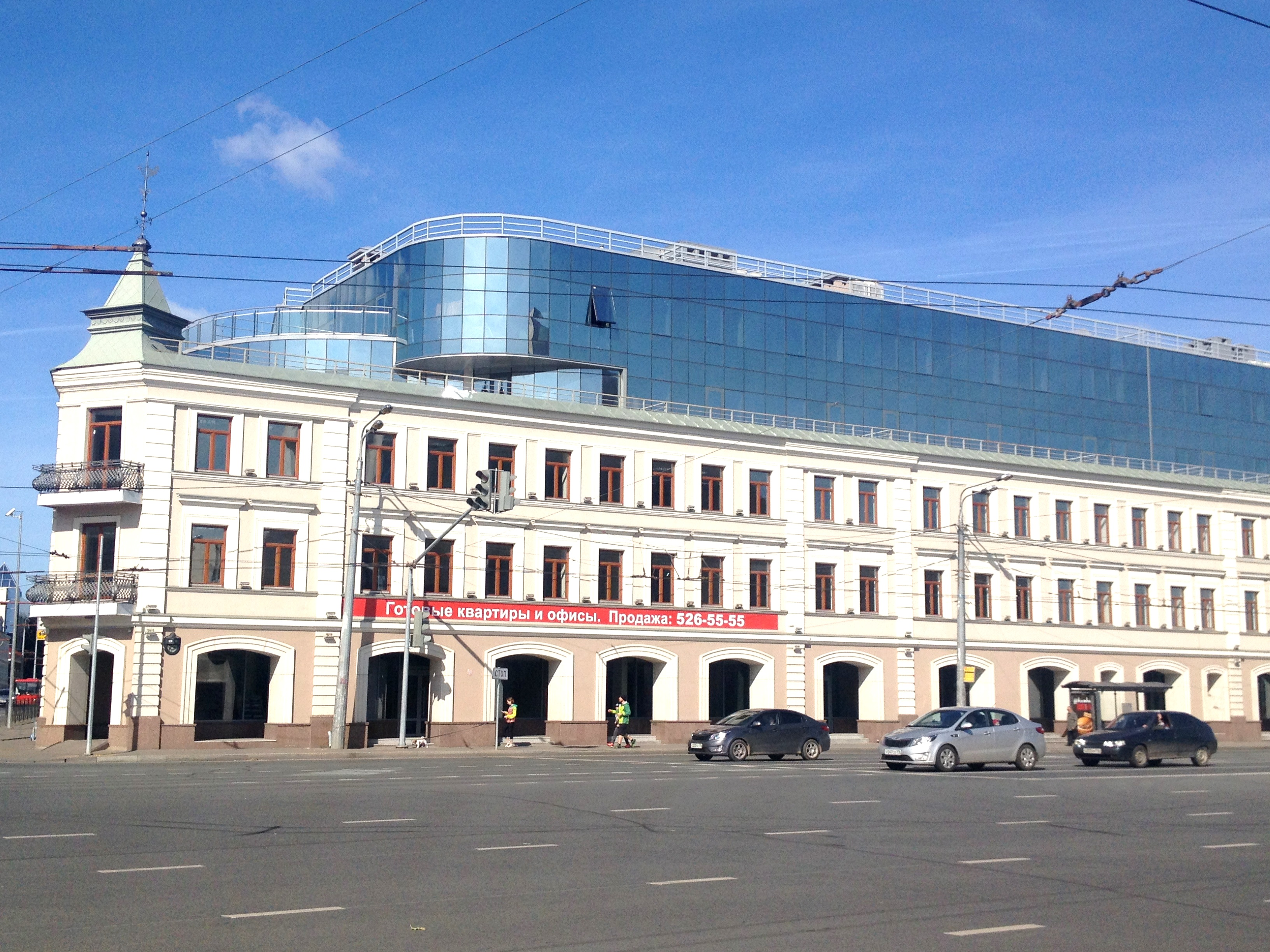
Переотстроенные в XXI веке реплика номеров «Булгар» в районе Сенного базара и площади (ЖК «Татарстан»)

Сенной базар прекратил существование в 1932 году. Через место бывшей площади проходит неширокая Московская улица, оканчивающаяся на широкой магистральной улице Татарстан (ранее - Евангелистовская). На части бывшей территории площади находится сквер Труда с отреставрированной в 2010-х гг крупной фонтанно-скульптурной композицией «Рабочие на земном шаре» сталинской эпохи. Многие здания базара и площади утрачены, вместо них появились совершенно новые (например, здания Горгаза и Министерства экономики Республики Татарстан на Московской улице, 5-этажная «сталинка» на углу перекрёстка Московская/Татарстан) или в некоторой мере подобные (например, новое здание-реплика вместо номеров «Булгар» на том же перекрёстке).